# Bătălia de la Gerberoy
Bătălia de la Gerberoy (în engleză Battle of Gerberoy, în franceză Bataille de Gerberoy) a fost o bătălie din etapa finală a Războiului de 100 de Ani, care a avut loc pe 9 mai 1435 între forțele engleze conduse de John FitzAlan, conte de Arundel pe de-o parte și cele franceze având-ul în frunte pe Étienne de Vignolles. 

## Context
În primăvara anului 1435 Războiul de 100 de Ani a izbucnit cu o nouă înverșunare. Armata engleză, încă mai păstra o poziție puternică, atât în partea de nord a Franței, cât și în Aquitania, continua să controleze întreaga Normandie și Parisul. Cu toate acestea, englezilor le era tot mai greu să mențină acest teritoriu, obținut în cadrul tratului de pace de la Troyes din 1420. Chiar dacă capturarea și executarea Ioanei d'Arc avusese loc în 1431, balanța războiului tot mai mult se pleca în favoarea francezilor.

## Desfășurare
În dimineața zilei de 9 mai, FitzAlan s-a apropiat de Gerberoy, conducând o mică avangardă. Decizând așteptarea forțelor sale principale, britanicii au început să se întărească într-o râpă din apropiere. Datorită situației dominante a castelului Gerberoy în zonă, francezii repede și-au dat seama că au de-a face cu o avangardă inferioară numeric. Dându-și seama că apărarea într-un castel cu fortificațiile slăbite este inutilă, ei au decis să lupte în câmp deschis și i-au luat pe englezi prin surprindere. 
Cavaleria lui de Vignolles a ieșit din oraș și a luat prin surprindere avangarda lui Arundel, englezii au fost atacați pe drumul Gurney-Gerberoy. Ultimii erau total nepregătiți pentru luptă și mergeau în marș, fiind siguri că Arundel deja blocase castelul. În ciuda avantajului numeric considerabil, englezii nu au putut să pregătească o rezistență organizată și s-au pus pe fugă. Francezii i-au urmărit până la marginea Gournay-ului. În același timp, restul garnizoanei condusă de Xaintrailles lupta cu corpul lui Arundel. Izolați și fără întăriri englezii s-au apărat cu înverșunare (folosind garduri și stâlpi). Contele de Arundel însuși a fost grav rănit în picior, fiind împușcat cu o culevrină. Când cavaleria lui de Vignolles s-a întors victorioasă din raid, situația englezilor a devenit cu totul disperată. Arundel a fost capturat, murind mai târziu din cauza rănilor sale. Pierderile engleze au fost substanțiale (mai multe sute de ostași au fost uciși sau capturați, deși cifrele exacte nu sunt cunoscute). Pierderile franceze, la fel nu sunt cunoscute, dar probabil minore (câteva zeci de ostași).